# Медина-Сидония, Доминго де Гусман эль Буэно
Доминго Мария Кларос Перес де Гусман эль Буэно Сильва-и-Мендоса (исп. Domingo María Claros Pérez de Guzmán el Bueno Silva y Mendoza; 29 ноября 1691, Мадрид — 17 августа 1739), 13-й герцог де Медина-Сидония — испанский аристократ и придворный.

## Биография
Сын Мануэля Алонсо Переса де Гусмана эль Буэно, 12-го герцога де Медина-Сидония, и Луисы Марии де Сильвы-и-Мендосы.
20-й граф де Ньебла, 11-й маркиз де Касаса в Африке, 4-й маркиз де Вальверде, маркиз города Сан-Лукар-де-Баррамеда, гранд Испании 1-го класса.
Выросший в Андалусии и не получивший приличного образования, он наследовал своему отцу в 1721 году, после чего столкнулся с банкротством, вызванным бесхозяйственностью родителя. При дворе он занимал должность дворянина Палаты короля (1721) и был пожалован Филиппом V в рыцари ордена Золотого руна (10 января 1724).
В 1727 году купил дом на Куэста-де-ла-Вега, благодаря чему стал первым герцогом же Медина-Сидония, имевшим собственную резиденцию в Мадриде. Будучи ипохондриком, он снял неподалеку лес и дом в Бобадилье, куда удалился, как только представился случай, предпочитая беседы с монахами придворной суете. Он настолько нк любил двор, что отказывался сопровождать королей в их длительных поездках по Андалусии, несмотря на то, что они останавливались в его доме в Санлукаре в 1729 году, ради охотой, организованной герцогом в Кот-де-Доньяна. В 1734—1737 годами герцог посетил все свои владения и умер вскоре после возвращения в Мадрид.

## Семья
Жена (8.07.1722): Хосефа Пачеко Телес Хирон-и-Осорио де Москосо (14.02.1703—1763), дочь Меркурио Лопеса Пачеко, герцога де Эскалона, и Каталины Осорио де Москосо-и-Бенавидес
Сын:
- Педро де Алькантара Алонсо де Гусман эль Буэно (25.08.1724—6.01.1779), 14-й герцог де Медина-Сидония. Жена (1743): Мариана де Сильва (ум. 1778), дочь Мануэля Марии Хосе де Сильвы, 10-го графа де Гальве, и Марии Тересы Альварес де Толедо, 11-й герцогини де Альба-де-Тормес